# Zimowe Światowe Wojskowe Igrzyska Sportowe 2022
4. Zimowe Światowe Wojskowe Igrzyska Sportowe – międzynarodowe, multidyscyplinarne zawody dla sportowców-żołnierzy, które miały być rozgrywane podczas zimowych igrzysk wojskowych, które miały odbyć się w niemieckim Berchtesgaden i Ruhpolding w dniach od 22 do 27 marca 2022 roku.
Zawody miały odbyć się w następujących dyscyplinach: biathlon, narciarski bieg na orientację, narciarstwo alpejskie, narciarstwo biegowe (cross-country), short track, skialpinizm, snowboarding i wspinaczka sportowa. Motto 4 CISM Światowych Zimowych Igrzysk brzmi: „Wielka przyjaźń”. Przewodniczącym Komitetu organizacyjnego 4. Zimowych Światowych Igrzysk Wojskowychh CISM został generał broni niemieckiej Bundeswehry Peter Bohrer.
31 grudnia 2021 roku podano informację o odwołaniu igrzysk z powodu pandemii COVID-19.

## Uczestnicy
W igrzyskach wojskowych w Berchtesgaden był przewidywany udział około 1300-1500 żołnierzy z 40 krajów z czterech kontynentów.